# Yassine Ouhdadi
Yassine Ouhdadi El Ataby ( 20 de agosto de 1994) es un deportista español (llegó a España a los 6 años procedente de Marruecos) que compite en atletismo adaptado. Ganó dos medallas en los Juegos Paralímpicos de Verano, en la prueba de 5.000 metros, oro en Tokio 2020 y oro, de nuevo, en los Juegos Paralímpicos de París 2024 aunque esta última le fue retirada en 2025. Fue campeón mundial en 2023. 

## Palmarés internacional
| Juegos Paralímpicos | Juegos Paralímpicos | Juegos Paralímpicos | Juegos Paralímpicos |
| Año                 | Lugar               | Medalla             | Prueba              |
| ------------------- | ------------------- | ------------------- | ------------------- |
| 2020                | Tokio (Japón)       | Medalla de oro      | 5000 m T13          |